# 藏百合属
藏百合属（学名：Paradisia）是百合科下的一个属，为多年生草本植物。该属共有2种，分布于欧洲和中亚。